# Thehe
Thehe (nep. ठेचाया) – gaun wikas samiti w zachodniej części Nepalu w strefie Karnali w dystrykcie Humla. Według nepalskiego spisu powszechnego z 2011 roku liczył on 443 gospodarstwa domowe i 2344 mieszkańców (1141 kobiet i 1203 mężczyzn).